# Eugeniusz Oraczewski
Eugeniusz Oraczewski (ur. 1853 w Warszawie, zm. po 1892) – polski architekt, pomocnik inżyniera gubernialnego w Kaliszu Józefa Chrzanowskiego w latach 1885–1892.

## Życiorys
Syn inżyniera gubernialnego w Płocku i Matyldy Oraczewskiej, miał brata Wiktora, lekarza zatrudnionego w magistracie w Warszawie.
W latach 1875–1879 studiował na Akademii Sztuk Pięknych w Petersburgu, gdzie uzyskał tytuł architekta. W 1883 roku został architektem III klasy, a w 1884 roku II klasy. Od 1883 roku pracował w Komitecie Techniczno-Budowlanym Ministerstwa Spraw Wewnętrznych, skąd w 1885 roku został delegowany do Kalisza, gdzie miał zostać pomocnikiem inżyniera gubernialnego, Józefa Chrzanowskiego. Współpracował z nim w projektowaniu nowego ratusza miejskiego w Kaliszu, sporządził także niezrealizowany projekt gmachu teatru miejskiego.
Pracował jako rzeczoznawca Towarzystwa Kredytowego Miejskiego, był honorowym członkiem i członkiem zarządu Ochotniczej Straży Ogniowej w Kaliszu.
W 1890 roku opuścił Kalisz, udając się na długotrwałe leczenie zaburzeń psychicznych, przebywał w Kowanówku, a następnie wrócił do domu rodzinnego w Warszawie. Do 1892 roku przebywał na urlopie zdrowotnym, następnie, z powodu niepoprawiającego się stanu zdrowia, został zwolniony z zajmowanego stanowiska. W 1892 roku posiadał rangę kolegialnego sekretarza.

## Projekty
- koszary wojskowe przy ulicy Nowy Świat (1885–1887, obecnie rektorat Uniwersytetu Kaliskiego)
- ratusz w Kaliszu (wraz z Józefem Chrzanowskim, 1885–1886, zniszczony w 1914 roku)
- pałac w Kościelcu (wraz z Józefem Chrzanowskim, 1887–1891)
- gmach teatru miejskiego i rozbudowa siedziby Ochotniczej Straży Ogniowej (1890, niezrealizowany)